# Szkoła Podstawowa nr 9 w Sanoku
Szkoła Podstawowa nr 9 w Sanoku – szkoła o charakterze podstawowym w Sanoku.

## Historia
Szkoła została wybudowana przy ówczesnej ulicy Długiej u zbiegu z ulicą Mariana Langiewicza na Osiedlu im. Romualda Traugutta w największej dzielnicy mieszkaniowej Sanoka, Wójtostwie  . Prace budowlane wykonywało Sanockie Przedsiębiorstwo Budowlane, kierowane przez Józefa Baszaka. Koszt budowy szkoły wyniósł 15 mln. zł. W dwukondygnacyjnym budynku powstały 24 izby lekcyjne . W dzień rozpoczęcia roku szkolnego 1 września 1975 odbyła się uroczystość przekazania obiektu, podczas którego Szkoła Podstawowa nr 7 otrzymała imię 6 Pomorskiej Dywizji Powietrznodesantowej. Nadanie szkole patronatu jednostki wojskowej wiązało się bezpośrednio ze służbą wielu sanoczan w szeregach 6 Pomorskiej Dywizji Piechoty Ludowego Wojska Polskiego podczas II wojny światowej w latach 1944–1945.
Uroczystość otwarcia SP nr 7 w Sanoku była jednocześnie inauguracją roku szkolnego 1975/1976 w województwie krośnieńskim. W uroczystości wzięli udział naczelnik miasta Sanoka Wiesław Skałkowski, I sekretarz KW PZPR Kazimierz Balawajder, wojewoda krośnieński Wojciech Grochala, sekretarz KP PZPR Jan Kwolek, wicekurator Oświaty i Wychowania Urzędu Wojewódzkiego w Krośnie Bronisław Ślączka, przedstawiciel 6 Pomorskiej Dywizji Powietrznodesantowej kpt. Leszek Sypka oraz władze partyjne i administracyjne, a także weterani 6 Dywizji. W tym samym dniu otworzono w szkole Izbę Pamięci i Perspektyw.
W SP nr 7 od początku przewidziano możliwość nauki dla 800 uczniów, dotychczas pobierających naukę w innych placówkach miasta (głównie z SP nr 5). Mimo tego w pierwszym roku szkolnym 1975/1976 do szkoły uczęszczało 915 uczniów . Po wybudowaniu kolejnych osiedli Traugutta II i III oraz związanym z tym wzrostem ludności w 1980 SP nr 7 liczyła 39 oddziałów, w których uczyło się już 1244 uczniów (wraz z wychowankami działającego tam również przedszkola oraz ogniska było to przeszło 1300 dzieci) . W związku z nadwyżką liczby uczniów dokonano korekty obwodów szkolnych, po czym część uczniów przeniesiono do Szkoły Podstawowej nr 4, a ponadto trzy klasy (VI, VII, VIII) prowadzono w pomieszczeniach II Liceum Ogólnokształcącego im. Marii Skłodowskiej-Curie w Sanoku (obie placówki położone w Śródmieściu) . Mimo przedsięwzięcia tych środków liczba uczniów według stanu z 1 lutego 1981 wynosiła 1260 . Wówczas ponownie korygowano zasięgi obwodów szkolnych, które w zamierzeniu miały skutkować redukcją liczby uczniów do około 1100 . Jednocześnie pojawiały się głosy mówiące o potrzebie budowy nowej szkoły w tej okolicy . Na potrzeby SP nr 7 w 1981 staraniem SPB wydzielono trzy izby lekcyjne w nieopodal działającym Zespole Szkół Budowlanych przy ulicy Sadowej oraz odstąpiono „przewiązkę” przy tej samej ulicy, dostosowaną do korzystania od 1 września 1984 . Według stanu z początku roku szkolnego 1984/1985 poza głównym budynkiem SP nr 7 uczyło się 420 uczniów .
W szkole otwarto klasę sportową szkolącą wychowanków na rzecz sekcji hokeja na lodzie Stali Sanok. W latach 80. w szkole działało Szkolne Koło Przyjaciół ZSRR. W SP nr 7 oparto działalność sekcji piłki siatkowej kobiet klubu sportowego Sanoczanka Sanok. W roku szkolnym 1987/1988 uczniowie szkoły przystąpili do udziału w telewizyjnym turnieju Rambit.
W pobliżu SP nr 7 także w dzielnicy Wójtostwo w 1986 otwarto Szkołę Podstawową nr 8 przy ulicy Sadowej. W 1990 donoszono w prasie o konflikcie uczniów SP nr 7 i SP nr 8 oraz zachodzących w związku z tym aktach wandalizmu i przemocy.
Po dokonanym przemianowaniu ulicy Długiej od 1989 SP nr 7 figurowała pod adresem ulicy Jana Pawła II. W wyniku reformy systemu oświaty z 1999 od 1 września tego roku funkcjonowało Gimnazjum nr 4 . 20 maja 2005 Gimnazjum nr 4 otrzymało imię 6 Pomorskiej Dywizji Piechoty . Do 2017 organizowano w szkole uroczystość ku czci patrona . Obchodzono wspomnienie bitwy o Kołobrzeg (17 marca 1945) . Po reformie systemu oświaty z 2017 została uruchomiona Szkoła Podstawowa nr 9 . Po tymże przekształceniu szkoła utraciła dotychczasowego patrona . Tym niemniej w ramach Święta Szkoły od 2018 kultywuje się pamięć o żołnierzach i wartości patriotyczne .

## Upamiętnienie
- Podczas otwarcia szkoły 1 września 1975 Kazimierz Balawajder i Wojciech Grochala odsłonili w gmachu szkoły tablicę pamiątkową[22][23]. Inskrypcja brzmiała: „1945-1975. W XXX-lecie zwycięstwa nad faszyzmem oddano ten obiekt szkolny we władanie przyszłym budowniczym Polski Ludowej, dla uczczenia czynu zbrojnego polskiego żołnierza nadano tej szkole imię VI Pomorskiej Dywizji Powietrznodesantowej. Sanok dnia 1.IX.1975”[24][25].
- W święto Dnia Zwycięstwa 9 maja 1976 przekazano szkole ufundowany sztandar[26] . Tego samego dnia przed gmachem szkoły odsłonięto pomnik z tablicą pamiątkową, upamiętniający żołnierzy 6 Pomorskiej Dywizji Piechoty 1 Armii Ludowego Wojska Polskiego, pochodzących z ziemi sanockiej i poległej w II wojnie światowej[26] [27][24]. Odsłonięcia dokonał przedstawiciel tejże jednostki[26] . Nazwiska żołnierzy dywizji, którzy przeżyli wojnę, umieszczono w szkolnej Izbie Pamięci[26] . Projektantem tablicy był doc. Józef Galica, a wykonanie zrealizowała Fabryka Maszyn i Urządzeń Wiertniczych w Gorlicach[26] . Stanowiły go dwie tablice zainstalowane na trzech, wysokich pionowych przewodach. Pierwsza tablica była wykonana w barwie złotej – w górnej części zawiera oznaczenia wojskowe i wizerunki trzech żołnierzy i zawierała inskrypcję: „Synom Ziemi Sanockiej poległym na polu chwały w szeregach 6 Pomorskiej Dywizji Piechoty, 1 Armii Ludowego Wojska Polskiego w walkach o Warszawę, Wał Pomorski, Kołobrzeg, forsowanie Odry, Berlin. Towarzysze broni, młodzież szkolna, nauczyciele, rodzice. Sanok 9 V 1976”[28][29][24]. Druga tablica poniżej u podstawy pomnika zawierała treść: „Synowie Ziemi Sanockiej I i II Armii WP polegli o wolność ojczyzny w latach 1943–1945, poniżej listę 75 nazwisk poległych żołnierzy oraz podpis u dołu: Polsko Tobie oddaliśmy życie, Ziemi Ojczystej ciało, Wiarę przyszłym pokoleniom. Zw. Kombatantów RP i BWP Koło w Sanoku. „Nowak””. Inicjatorem ustanowienia pomnika był Marian Jarosz[30]. Podczas uroczystości 15 maja 1994 pomnik poświęcił ks. Adam Sudoł[31].

## Odznaczenia
- Medal „Pro Memoria” (2005)[32]
- Złoty Medal „Opiekun Miejsc Pamięci Narodowej” (2010)[33]
- Odznaka „Za Zasługi dla Związku Kombatantów RP i Byłych Więźniów Politycznych” (2011)[34]

| Szkoła Podstawowa nr 7 - Zygmunt Skałkowski (1975–1977) - Andrzej Brygidyn (1977–1999) Gimnazjum nr 4 - Andrzej Brygidyn (1999–2003) - Grzegorz Kornecki (2003–2017) Szkoła Podstawowa nr 9 - Grzegorz Kornecki (2017–2019) - Damian Wojtowicz |  | - Krystyna Chowaniec – nauczycielka historii - Lech Ciuk – nauczyciel wychowania fizycznego - Benedykt Gajewski – pedagog szkolny - Tadeusz Garb – opiekun klasy sportowej |  | - Edmund Kramarz – lekkoatleta - Wojciech Zubik – hokeista - Tomasz Demkowicz – hokeista - Grzegorz Mermer – hokeista - Piotr Milan – hokeista - Piotr Lisowski – hokeista - Dariusz Brejta – hokeista - Dariusz Łyszczarczyk – hokeista |